# 原田曜平
原田 曜平（はらだ ようへい、1977年4月4日 - ）は、日本のマーケティングアナリスト。
芝浦工業大学デザイン工学部UXコース教授、信州大学・特任教授、レイヤーズ・コンサルティング顧問、玉川大学・非常勤講師、経営学部国際経営学科「マーケティング、消費者行動論、若者研究」。ワタナベエンターテインメント所属。BSテレビ東京番組審議会委員。

## 人物
専門は日本や世界の若者の消費・メディア行動研究及びマーケティング（調査、インサイト開発、商品・パッケージ開発、広告制作等）。
2013年「さとり世代」、2014年「マイルドヤンキー」がユーキャン新語・流行語大賞にノミネート。「タイパ（タイムパフォーマンスの略）」「伊達マスク」という言葉の生みの親でもあり、様々な流行語を作り出している。
2020年には、海外で使われていた用語「Z世代」を著書を通じて日本のメディアに紹介し、この言葉は2021年のユーキャン新語・流行語大賞のトップ10に選出された。
BeRealの公式アカウントにも選出されている。

## 来歴
東京都杉並区生まれ、北区育ち。商社に勤務する父親の転勤に伴い、小6の9月から中2の10月までオーストラリア・ニューサウスウェールズ州シドニーに住んでいた。シドニー日本人学校小学部・中学部、中野区立第三中学校、巣鴨高等学校、駿台予備学校お茶の水校を経て、慶應義塾大学商学部を卒業後、博報堂に入社。ストラテジックプランニング局、博報堂生活総合研究所、研究開発局を経て、博報堂ブランドデザイン若者研究所リーダーに就任し、世界中で若者研究及び若者向けのマーケティングや商品開発を行った。博報堂を退社後は、マーケティングアナリスト、芝浦工業大学・教授、信州大学・特任教授、レイヤーズ・コンサルティング顧問。専門は日本のジェネレーションZなど若者研究、メディア研究。

## 著作

### 単著
- 『近頃の若者はなぜダメなのか　携帯世代と「新村社会」』〈光文社新書〉2010年。ISBN 978-4-334-03544-0。
- 『さとり世代　盗んだバイクで走り出さない若者たち』〈角川oneテーマ21〉2013年。ISBN 978-4-04-110543-6。
- 『ヤンキー経済　消費の主役・新保守層の正体』幻冬舎新書、2014年。ISBN 978-4344983366。本書中で「マイルドヤンキー」という概念を初めて唱えた。
- 『女子力男子 女子力を身につけた男子が新しい市場を創り出す』宝島社 2014
- 『新・オタク経済 3兆円市場の地殻大変動』朝日新書 2015
- 『18歳選挙世代は日本を変えるか』ポプラ新書 2016
- 『ママっ子男子とバブルママ 新しい親子関係が経済の起爆剤となる』PHP新書 2016
- 『パリピ経済 パーティーピープルが市場を動かす』新潮新書 2016
- 『「少子さとり化」ニッポンの新戦略』潮出版社 2016
- 『それ、なんで流行ってるの？　隠れたニーズを見つけるインサイト思考』ディスカヴァー・トゥエンティワン、2017
- 『平成トレンド史　これから日本人は何を買うのか？』角川新書、2018
- 『Z世代 若者はなぜインスタ・TikTokにハマるのか？』光文社新書 2020

### 共著
- 中村恭子共著『10代のぜんぶ』ポプラ社、2005年1月。ISBN 4-591-08392-6。 - 年表あり。
- 山本貴代、冨永直基・五百田達成 共著『黒リッチってなんですか？　日本のニューリッチ「富裕四族」を徹底研究』集英社、2007年4月。ISBN 978-4-08-780450-8。
- 高城幸司共著『ニューリッチの成功法則　目指せプチ富豪!　年収2000万円突破で世界が変わる!』東洋経済新報社、2008年。ISBN 978-4-492-04310-3。
- 余蓮共著『中国新人類・八〇后（バーリンホゥ）が日本経済の救世主になる!』洋泉社〈洋泉社biz〉、2009年。ISBN 978-4-86248-408-6。 - 並列シリーズ名：Yousensha biz。
- 三浦展共著『情報病　なぜ若者は欲望を喪失したのか?』〈角川oneテーマ21 C-179〉2009年。ISBN 978-4-04-710219-4。
- 加藤嘉一共著『これからの中国の話をしよう』講談社、2013年8月。ISBN 978-4-06-218411-3。
- 『日本初!たった1冊で誰とでもうまく付き合える世代論の教科書 「団塊世代」から「さとり世代」まで一気にわかる』阪本節郎共著 東洋経済新報社 2015
- 『間接自慢する若者たち ZIP!発!!若者トレンド事典』日本テレビZIP!取材班共著 KADOKAWA 2015
- 『力を引き出す 「ゆとり世代」の伸ばし方』原晋共著 講談社+α新書 2016
- 『アフターコロナのニュービジネス大全 新しい生活様式×世界15カ国の先進事例』小祝誉士夫共著 ディスカヴァー・トゥエンティワン 2021

## メディア出演

### テレビ
- ZIP!（日本テレビ、2011年4月22日・5月6日・9月8日・2014年4月-2018年9月28日まで〜金曜日レギュラー出演）
- あいさつのトビラ（BS日テレ、2013年3月30日）
- めざましテレビ（フジテレビ、2013年3月25日）
- BSフジLIVE プライムニュース（BSフジ、2010年3月12日・11月17日・2012年1月9日）
- 日本の、これから（NHK、2010年5月6日）
- ズームイン!!SUPER（日本テレビ、2010年7月8日）
- 情報プレゼンター とくダネ!（フジテレビ、2011年2月8日・2012年3月22日・4月24日）
- 今若者が楽しんでいる事（ビジネス・ブレークスルー、2011年5月20日）
- ワールドビジネスサテライト（テレビ東京、2011年8月26日・2012年3月12日）
- おはよう日本（NHK、2012年1月10日）
- 知りたがり!（フジテレビ、2012年4月5日）
- BSフジLIVE　ソーシャルTV　ザ・コンパス（BSフジ、2012年5月5日）
- 週刊ニュース深読み「どうつきあう?“イマドキ”の若者」（NHK、2012年5月12日）
- ストライクTV（テレビ朝日、2012年6月4日）
- Mr.サンデー（フジテレビ・関西テレビ、2012年1月27日）
- ノンストップ!（フジテレビ、2012年12月21日）
- 週刊ニュース新書（テレビ東京、2013年5月4日）
- 日曜討論（NHK、2013年5月5日）
- 新・週刊フジテレビ批評（フジテレビ、2015年6月6日、The批評対談LIVE立本洋之×原田曜平）
- 新・情報7DAYS ニュースキャスター（TBSテレビ、コメンテーターとして不定期出演）
- ホンマでっか!?TV（フジテレビ、2017年2月17日、若者文化評論家として出演）
- TOKYO MX NEWS（TOKYO MX、2020年1月24日、ゲスト）[7]
- サンデーモーニング（TBSテレビ、2020年8月23日）
- ひるおび！（TBSテレビ、金曜コメンテーター）
- モーニングCROSS（TOKYO MX、コメンテーターとして不定期出演）
- 上沼・高田のクギズケ!（読売テレビ）
- Live News it!（フジテレビ、コメンテーターとして不定期出演）

### ラジオ
- 櫻井浩二 インサイト（RKBラジオ、隔週レギュラー）
- HELLO WORLD（J-WAVE、2011年4月11日）
- TOKYO DICTIONARY（J-WAVE、2012年5月1日）
- Blue Ocean（TOKYO FM、2012年10月2日）
- クロノス（TOKYO FM、2013年12月10日）
- radio dragon（TOKYO FM、2014年1月10日）
- プライムファクター（J-WAVE、2014年1月11日）
- TIME LINE（TOKYO FM、2014年3月20日）
- くにまるジャパン（文化放送、2014年3月17日）

### インターネット
- ニコ生トークセッション「近頃の若者は、なぜ、ダメなのか?」原田曜平×ひろゆき（ニコニコ生放送、2011年3月8日）
- ニコ生トークセッション「中国人一億人ネット調査〜共産党より日本が好き?〜」（ニコニコ生放送、2011年7月11日）
- ニコ生トークセッション「TOKYO PANDAに聞く!中国ワカモノ最新事情」（ニコニコ生放送、2011年8月19日）
- 「萱野稔人の“ゆるゆる”時事放談〜若者の苦悩、フランス大統領選、就カツ・転職、フーコー/ドゥルーズまで〜」（ニコニコ生放送、2012年5月2日）
- 「スマホ就活族の陽性な若者消費」（日経消費ウオッチャー、2012年8月）
- 「いまどきの「働き方」を考える連載フォーラム 飯田泰之×常見陽平の『饒舌大陸』 第3回」（ニコニコ生放送、2012年10月18日）
- YouTubeチャンネル「原田曜平マーケティング研究所」所長（YouTube）

### 新聞
- 日本経済新聞「面倒だからやみつき 想定外買って楽しむ」（2011年3月13日）
- 朝日新聞夕刊「ステップアップ 新生活」欄『世代間コミュニケーション』特集（2011年4月8日）
- 聖教新聞「ケータイ・ネーティブの今」（2011年9月10日）
- 日本経済新聞「C世代駆ける」（2012年1月9日）
- 毎日新聞「特集ワイド」（2012年1月23日）
- 読売新聞「学生寮再発見 マンガやアニメ 同好の館」（2012年2月22日）
- 朝日新聞「若者の性交率低下の背景は」（2012年9月1日）
- 日本経済新聞「つまみは宅配　職場で一杯　手軽に居酒屋気分　外食より割安、上司も安心」（2012年11月9日）
- 朝日新聞「若者の男女共働き意識」（2012年12月16日）
- 朝日新聞「さとり世代 車乗らない 恋愛は淡白 浸透中」（2013年3月18日）
- 日本経済新聞「新生活テレビ消えた 家電セット 必要なものだけ スマホで代替 若者 予算絞る」（2013年3月20日）

## イベント
- UNIDOL（ユニドル） - 審査員
- 虚無僧バー - 1日店長(2020年3月20日)

## 関連人物
- 首藤明敏（博報堂コンサルティング代表取締役社長、多摩大学大学院客員教授）